# قرار مجلس الأمن التابع للأمم المتحدة رقم 242
القرار رقم 242 هو قرار أصدره مجلس الأمن الدولي التابع لمنظمة الأمم المتحدة في 22 نوفمبر 1967، وجاء في أعقاب الحرب العربية الإسرائيلية الثالثة والتي وقعت في يونيو 1967 والتي أسفرت عن هزيمة الجيوش العربية واحتلال إسرائيل لمناطق عربية جديدة.
وقد جاء هذا القرار كحل وسط بين عدة مشاريع قرارات طرحت للنقاش بعد الحرب. وورد في المادة الأولى، الفقرة أ: «انسحاب القوات الإسرائيلية من الأراضي التي احتلت في النزاع الأخير». وقد حذفت «أل» التعريف من كلمة «الأراضي» في النص الإنجليزي بهدف المحافظة على الغموض في تفسير هذا القرار. وإضافة إلى قضية الانسحاب فقد نص القرار على إنهاء حالة الحرب والاعتراف ضمنا بإسرائيل دون ربط ذلك بحل قضية فلسطين التي اعتبرها القرار مشكلة لاجئين. ويشكل هذا القرار منذ صدوره صُلب كل المفاوضات والمساعي الدولية العربية لإيجاد حل للصراع العربي الإسرائيلي.

## نص القرار أيضاً على
1. احترام سيادة دول المنطقة على أراضيها.
2. حرية الملاحة في الممرات الدولية.
3. حل مشكلة اللاجئين.
4. إنشاء مناطق منزوعة السلاح.
5. إقرار مبادىء سلام عادل ودائم في الشرق الأوسط.

## القرار (242) لسنة 1967
إن مجلس الأمن: إذ يعرب عن قلقه المتواصل بشأن الوضع الخطر في الشرق الأوسط وإذ يؤكد عدم القبول بالاستيلاء على أراضي بواسطة الحرب. والحاجة إلى العمل من أجل سلام دائم وعادل تستطيع كل دولة في المنطقة أن تعيش فيه بأمن وإذ يؤكد أيضاً أن جميع الدول الأعضاء بقبولها ميثاق الأمم المتحدة قد التزمت بالعمل وفقاً للمادة 2 من الميثاق.
1- يؤكد أن تحقيق مبادىء الميثاق يتطلب إقامة سلام عادل ودائم في الشرق الأوسط ويستوجب تطبيق كلا المبدأين التاليين:
أ - سحب القوات المسلحة من أراض (الأراضي) التي احتلتها في النزاع.
ب - إنهاء جميع ادعاءات أو حالات الحرب واحترام واعتراف بسيادة وحدة أراضي كل دولة في المنطقة واستقلالها السياسي وحقها في العيش بسلام ضمن حدود آمنة ومعترف بها وحرة من التهديد وأعمال القوة.
2- يؤكد أيضا الحاجة إلى:
أ- ضمان حرية الملاحة في الممرات المائية الدولية في المنطقة.
ب- تحقيق تسوية عادلة لمشكلة اللاجئين.
ج - ضمان المناعة الأقليمية والاستقلال السياسي لكل دولة في المنطقة عن طريق إجراءات بينها إقامة مناطق مجردة من السلاح
د- وقف إطلاق النار